# Tósúszai Saraku

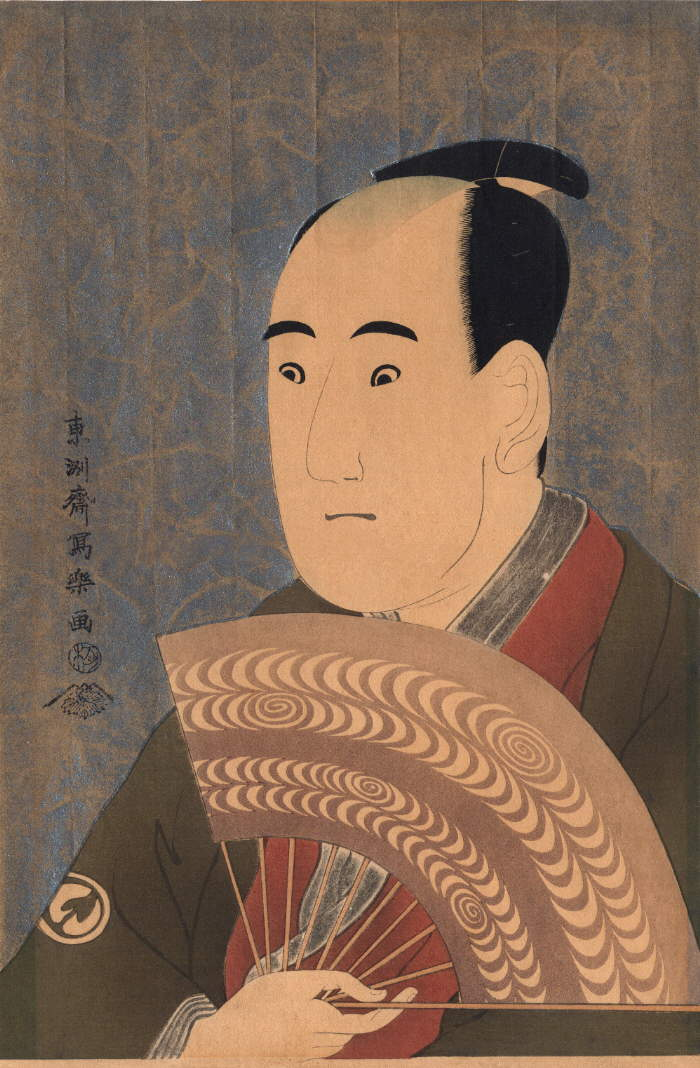
Kabuki színművész

Tósúszai Saraku (東洲斎写楽, nyugaton Toshusai Sharaku) (a 18. század második fele) japán festő.
Kezdetben nószínész volt az avai daimjónál. Színpadi neve Tósúszai volt. A század 80-as éveinek vége felé Edóba költözött: Sunsó és Kijonage művészetét tanulmányozta és Saraku néven egy sorozat színészarcképet adott ki, melyben maró gúnnyal bánik el az ábrázoltakkal. 1794-ben egy másik 24 lapos színészsorozat jelent meg tőle. Mindezekkel nagy sikert aratott. Egy harmadik sorozatában azonban néptípusokat torzított el kegyetlenül, ami miatt magára zúdította a közönség haragját. A népszerűségét vesztett művész nem sokkal ezután meg is halt.
Júróbel volt az ún. kirara-e, vagyis csillogó kép feltalálója. Arcképeinek hátterét ugyanis az ezüstcsillogású mikaporral vonta be, ami igen kellemes színhatást kölcsönzött neki. Legnagyobb kortársai, köztük Utamaro is, követték ebben példáját.